# Honschaft Schneppen
Die Honschaft Schneppen war vom Mittelalter in das 19. Jahrhundert hinein eine von zwei Honschaften des Kirchspiels Wipperfeld im Landgericht Wipperfürth des Amtes Steinbach im Herzogtum Berg. Mit der anderen Wipperfelder Honschaft Schwarzen bildet die Honschaft Schneppen das Gebiet der heutigen Gemarkung Wipperfeld ab.
Zur Honschaft gehörten seinerzeit neben dem Titularort Schneppen (heute Mittel-, Ober- und Unterschneppen), Dhünn (heute Dhünn und Niederdhünn), Lamsfuß, Mausbach (heute Unter- und Obermausbach), Wüstenhof, Fahlenbock, Kofeln, Hohe Schnep (heute Pannenhöh), Frösseln, Grund, Lieth, Hamböcken und Hüffen.
Unter der französischen Verwaltung zwischen 1806 und 1813 wurde das Amt Steinbach aufgelöst und die Honschaft wurde politisch der Mairie Olpe im Kanton Wipperfürth im Arrondissement Elberfeld zugeordnet. 1816 wandelten die Preußen die Mairie zur Bürgermeisterei Olpe im Kreis Wipperfürth.
1975 entstand aufgrund des Köln-Gesetzes die Stadt Wipperfürth in der heutigen Form, zu der große Teile der Gemeinde Wipperfeld, insbesondere das Gebiet der Honschaft Schneppen kamen.